# اریک نولاند
اریک نولاند (نروژی: Erik Nevland؛ زادهٔ ۱۰ نوامبر ۱۹۷۷) بازیکن فوتبال اهل نروژ بود.
از باشگاه‌هایی که در آن بازی کرده‌است می‌توان به باشگاه فوتبال خرونینگن، باشگاه فوتبال گوتبورگ، باشگاه فوتبال وایکینگ، باشگاه فوتبال منچستر یونایتد، و باشگاه فوتبال فولام اشاره کرد.
وی همچنین در تیم‌های ملی فوتبال زیر ۲۱ سال نروژ و نروژ بازی کرده‌است.